# Michael Peppiatt
Michael Peppiatt est un critique d'art, écrivain et historien de l'art britannique.

## Biographie
Après avoir obtenu une licence de l'Université de Cambridge en 1964, il rejoignit le journal The Observer, puis déménagea à Paris où il collabora pour le magazine Réalités jusqu'en 1969, année à laquelle il devint critique d'art pour Le Monde.
Au milieu de l'année suivante, il devint journaliste pour The New York Times et The Financial Times et couvrit des événements culturels en Europe. Il devint également correspondant à Paris pour divers revue d'art telles que  ARTnews et Art International. En 1985, il acheta cette dernière revue qu'il relança à Paris et où il réserva une place importante aux artistes qu'il admirait le plus.
Il revint vivre à Londres en 1994 avec sa femme, Jill Lloyd, également critique d'art, et ses deux enfants. Il y écrivit les biographies de Francis Bacon (1909–1992), dont il fut un ami proche et un critique durant 30 ans. Cet ouvrage reçut le titre de « livre de l'année 2006 » par le New York Times, fut traduit dans plusieurs langues et est toujours considéré comme un ouvrage de référence de la vie de Bacon.
Peppiat couvrit de nombreuses expositions autour du monde, notamment de l'école de Londres : Francis Bacon, Alberto Giacometti, Christian Schad et Antoni Tàpies. En 2009, il couvrit également les expositions de sculptures de Dado pour la biennale de Venise, de Maillol à Barcelone ainsi que l'exposition  Caravaggio-Bacon à la Galleria Borghese à Rome.
En 2005, il reçut le titre de docteur de l'université de Cambridge pour ses publications sur l'art du XXe siècle et devint membre de la Society of Authors et de la Royal Society of Literature.
Son dernier ouvrage publié en 2012 est un ensemble de 28 entretiens avec des artistes majeurs parmi lesquels :  Balthus, Henri Cartier-Bresson, Ron Kitaj, Frank Auerbach, Jean Dubuffet et Miguel Condé.

## Publications
- 1964 : Modern Art in Britain
- 1976 : Francis Bacon : l’art de l’impossible (trans. avec Michel Leiris)
- 1983 : Imagination’s Chamber: Artists and their Studios (avec Alice Bellony Rewald)
- 1987 : The School of London
- 1997 : Francis Bacon: Anatomy of an Enigma
- 2000 : Zoran Music
- 2001 : Alberto Giacometti in Post-War Paris
- 2002 : Aristide Maillol
- 2003 : Christian Schad and the Neue Sachlichkeit (ed. avec Jill Lloyd)
- 2003 : Dans l’atelier de Giacometti
- 2003 : Vincent van Gogh
- 2004 : Francis Bacon: le sacré et le profane
- 2004 : Rencontre avec Pierre Soulages
- 2006 : L'amitié Leiris-Bacon: Une étrange fascination
- 2006 : Francis Bacon in the 1950s
- 2006 : Les dilemmes de Jean Dubuffet
- 2007 : Van Gogh and Expressionism (ed. with Jill Lloyd)
- 2008 : Francis Bacon in the 1950s
- 2008 : Francis Bacon: Studies for a Portrait
- 2008 : Francis Bacon: Anatomy of an Enigma (édition révisée et étendue)
- 2009 : Caravaggio/Bacon
- 2010 : In Giacometti's Studio
- 2010 : Alberto Giacometti: An Intimate Portrait
- 2012 : Interviews with Artists (1966-2012)